# Johann Heinrich Kydt
Johann Heinrich Kydt (* 13. März 1634 in Schwyz; † 16. April 1691 in Sursee) war ein Schweizer römisch-katholischer Geistlicher und Autor.

## Leben
Johann Heinrich Kydt war der Sohn von Johann Melchior Kydt und dessen Ehefrau Elisabeth (geb. Rytzhard).
Er begann 1648 mit einer Ausbildung am Jesuitenkollegium Luzern (heute Universität Luzern) und immatrikulierte sich 1656 zu einem Studium an der Universität Freiburg im Breisgau, das er mit der Promotion zum Dr. theol. abschloss, ausserdem wurde er zum apostolischen Protonotar ernannt.
1657 wurde er Kaplan in Bremgarten, bevor er 1662 zum Pfarrer in Eggenwil gewählt wurde und darauf von 1665 bis 1682 als Pfarrer in Boswil tätig war; in dieser Zeit war er auch Seelsorger der Pfarrei Birmenstorf (siehe auch Paritätische Kirche (Birmenstorf)).
Von 1682 bis zu seinem Tod war er Vierherr in Sursee.
Johann Heinrich Kydt verfasste mehrere Traktate zu marianischen Themen, von denen in den Jahren 1680 und 1689 zwei gedruckt wurden. In seiner übersetzten Schrift Marianisches Paradies von 1680, die er Hieronymus Troger, Abt des Klosters Muri, widmete, fügte er Geschichten und Schlachten bei, die im Vertrauen auf die Hilfe Mariens einen glücklichen Ausgang hatten, unter anderem die Schlacht bei Kappel von 1531.
1688 wurde in Sursee sein allegorisches Stück um Geduld und Leiden, Comedy von den Siben Hertzenleid Mariae, aufgeführt, mit dem die Stadt Sursee Maria geweiht wurde; das Werk wurde 1978 mit einem Nachwort von Iwar Werlen neu aufgelegt.

## Schriften (Auswahl)
- Marianisches Paradies. 1680.
- Einfältiges wohlmeinentes Christliches Anmahnen zu dem hertz-durchdringenden schmertzliches Mitleyden Mariae. Luzern: Hautt, 1689.
- Comedy von den Siben Hertzenleid Mariae. Hrsg. und mit einem Nachwort versehen von Iwar Werlen. Bouvier, Bonn 1976.